# Otakar Brousek, Sr.

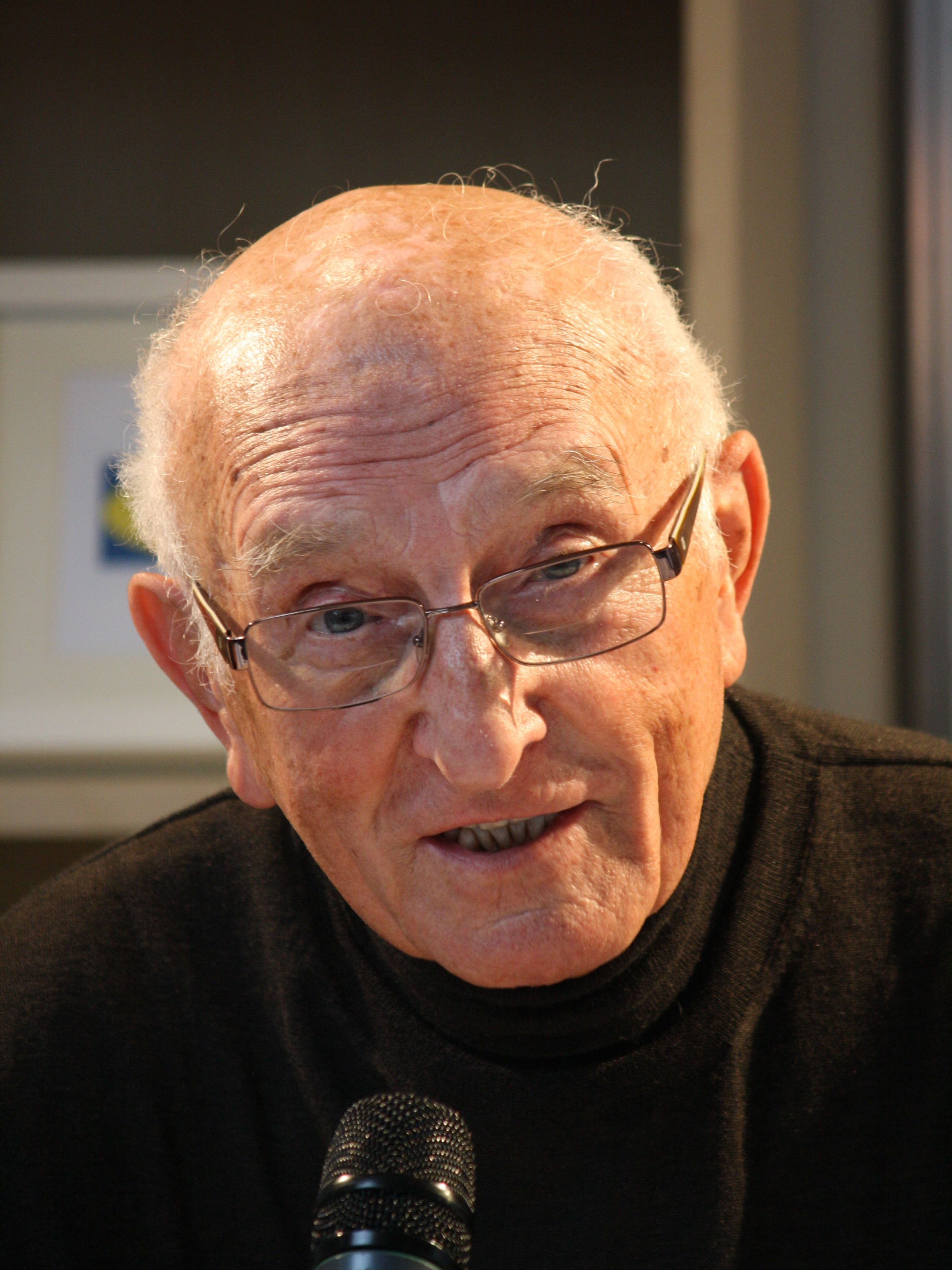
Otakar Brousek el 14 de mayo de 2011.

Otakar Brousek (28 de septiembre de 1924, Krhanice, Checoslovaquia - 14 de marzo de 2014) fue un actor de cine y actor de doblaje checo. Él apareció en las películas Andělská Tvar, Svatby pana Voka, Muj Bracha má prima bráchu y F. L. Vek.
Brousek murió el 14 de marzo de 2014 en Praga, 89 años de edad. Le sobreviven sus hijos, actores Otakar Brousek, Jr. y Jaroslava Brousková.